# Varese Calcio SSD
Der Varese Calcio SSD ist ein Fußballverein aus dem oberitalienischen Varese. Der Vorgängerverein FC Varese spielte in der zweiten Hälfte der 1960er und in der ersten Hälfte der 1970er Jahre mehrmals in der Serie A. Wegen wirtschaftlicher Probleme meldete sich der FC Varese 2004 vom Spielbetrieb ab, der AS Varese 1910 als Nachfolger musste in der sechsten Liga neu anfangen.

## Vereinsgeschichte

Logo des AS Varese 1910 von 2008 bis 2015

Am 22. März 1910 wurde der Varese Football Club gegründet, der ab 1914 an der Lega Regionale Lombarda teilnahm. Die Vereinsfarben waren zunächst weiß und violett, ab 1926 rot und weiß.
Im Stadtviertel Masnago entstand ein Stadion namens Stadio del Littorio, das 1950 in Stadio Franco Ossola umbenannt wurde. Franco Ossola begann seine Karriere bei Varese und war später Teil jener erfolgreichen Turiner Mannschaft, die 1949 beim Flugunfall von Superga ums Leben kam.
Unter der Präsidentschaft des Unternehmers Giovanni Borghi stieg der FC Varese 1964 in die Serie A auf, schon 1966 aber wieder ab. Es gelang der sofortige Wiederaufstieg. 1967/68 belegte Varese den siebten Platz. 1969 stieg die Mannschaft erneut ab, war aber schon nach einer Saison zurück in der höchsten Spielklasse. Im folgenden Spieljahr, unter anderem mit Giovanni Trapattoni, gelang der Klassenerhalt, aber schon 1972 folgte der nächste Abstieg. 1974 schafften es die Norditaliener noch einmal in die Serie A, mussten diese aber nach nur einem Jahr wieder verlassen.
In den folgenden Jahren ging es sportlich und wirtschaftlich bergab. Nach der Viertligasaison 1992/93 meldete sich der Verein freiwillig nur in der fünfthöchsten Spielklasse Serie D an. Er gewann seine Gruppe und darüber hinaus auch den Amateurpokal, die Coppa Italia di Serie D. 1998 gelang Varese der Aufstieg in die Serie C1. 2000 erreichte die Mannschaft die Play-offs zur Serie B, scheiterte im Halbfinale aber an AS Cittadella. 2004 musste Varese wieder aus der 3. Liga absteigen, aber schwerwiegender als der sportliche Misserfolg waren ökonomische Probleme, die so gravierend waren, dass sich der FC Varese nicht zum Spielbetrieb anmelden konnte.
Im Juli 2004 wurde ein Nachfolgeverein namens AS Varese 1910 gegründet, der in der 6. Liga (Eccellenza) starten durfte. Anlaufschwierigkeiten führten dazu, dass der Verein seine Gruppe nicht gewinnen konnte. Wegen sportlicher Verdienste in der Vergangenheit wurde ihm dennoch der Aufstieg in die Serie D ermöglicht.
Die Saison 2005/06 verlief für Varese 1910 äußerst erfolgreich, drei Spieltage vor Saisonende konnte die Rückkehr in den Profifußball gefeiert werden.

## Erfolge
- Coppa Italia di Serie C 1995
- Coppa Italia di Serie D 1994
- Meister Serie B  (3) 1963, 1970, 1974

## Ehemalige Spieler
- Gabriele Ambrosetti
- Alessandro Pellicori
- Armando Picchi
- Claudio Gentile
- Davide Possanzini
- Dino Fava Passaro
- Fabio Bazzani
- Federico Balzaretti
- Francesco Zerbini
- Giovan Battista Fabbri
- Franco Ossola
- Giampiero Marini
- Gianluca Pessotto
- Gianluca Savoldi
- Gianpiero Mangiarotti
- Giorgio Ferrini
- Giovanni Trapattoni
- Giuseppe Meazza
- Horst Szymaniak
- Jean-Toussaint Moretti
- Kurt Andersson
- Luca Castellazzi
- Massimo Maccarone
- Michelangelo Rampulla
- Mirco Gasparetto
- Nestor Combin
- Pietro Anastasi
- Pietro Carmignani
- Pietro Maroso
- Riccardo Sogliano
- Roberto Bettega
- Roberto Boninsegna
- Sanel Sehic
- Sean Sogliano
- Sergio Pellissier
- Stefano Sorrentino
- Virginio De Paoli
- Paolo Vanoli

## Ehemalige Trainer
| 1938–1939 | Antonio Janni                       |
| 1939–1940 | Ferenc Molnár                       |
| 1942–1944 | Luis Monti                          |
| 1957–1959 | Giovan Battista Fabbri              |
| 1959–1961 | Manlio Scopigno                     |
| 1961–1965 | Ettore Puricelli                    |
| 1965–1966 | Pietro Magni                        |
| 1966–1968 | Bruno Arcari                        |
| 1968–1969 | Bruno Arcari                        |
| 1969      | Sergio Brighenti und Armando Picchi |
| 1969–1971 | Nils Liedholm                       |
| 1971      | Sergio Brighenti                    |
| 1971–1972 | Giancarlo Cadè                      |
| 1972      | Pietro Maroso                       |
| 1972–1978 | Pietro Maroso                       |
| 1978–1979 | Giorgio Rumignani                   |
| 1979–1983 | Eugenio Fascetti                    |
| 1983      | Mario Barluzzi                      |
| 1983–1984 | Enrico Catuzzi                      |
| 1984–1985 | Giampiero Vitali                    |
| 1985–1986 | Giorgio Canali                      |
| 1986      | Pietro Maroso                       |
| 1986–1987 | Edoardo Reja                        |
| 1987–1988 | Carlo Soldo                         |
| 1988–1990 | Pietro Maroso                       |
| 1990–1992 | Alfredo Magni                       |
| 1992–1993 | Carlo Soldo                         |
| 1993–1995 | Mario Belluzzo                      |
| 1995–1997 | Sergio Caligaris                    |
| 1997–1999 | Giorgio Roselli                     |
| 1999–2002 | Mario Beretta                       |
| 2002      | Massimo Morales                     |
| 2002–2003 | Giorgio Roselli                     |
| 2003–2004 | Giuseppe Sannino                    |
| 2004      | Paolo Beruatto                      |
| 2004      | Mario Belluzzo                      |
| 2004–2007 | Devis Mangia                        |
| 2007–2008 | Roberto Lorenzini                   |
| 2008      | Pietro Carmignani                   |
| 2008–2011 | Giuseppe Sannino                    |
| 2011      | Benito Carbone                      |
| 2011–2012 | Rolando Maran                       |
| 2012–2013 | Fabrizio Castori                    |
| 2013      | Andrea Agostinelli                  |
| 2013      | Stefano Sottili                     |
| 2013–2014 | Carmine Gautieri                    |
| 2014      | Stefano Sottili                     |
| 2014–2015 | Stefano Bettinelli                  |
| 2015      | Davide Dionigi                      |
| 2015      | Stefano Bettinelli                  |
| 2015      | Ernestino Ramella                   |
| 2015–     | Giuliano Melosi                     |